# Alloxytropus lehri
Alloxytropus lehri är en tvåvingeart som beskrevs av Zaitzev 1972. Alloxytropus lehri ingår i släktet Alloxytropus och familjen fönsterflugor.
Artens utbredningsområde är Kazakstan. Inga underarter finns listade i Catalogue of Life.